# 대간지
대간지(大簡之, ?~?)는 발해의 화가이다.

## 생애
현재 알려진 이름이 알려진 발해의 유일한 화가로서 산수화를 매우 잘 그렸던 인물로 추정된다. 《해동역사》 권67에 송석소경(松石小景)을 잘 그렸다는 기록이 남아있으나 현재까지 남아있는 작품은 없다.